# John P. Wilson
John Patrick Wilson (8 juillet 1923 - 9 juillet 2007) est un homme politique irlandais du Fianna Fáil.

## Jeunesse
Wilson est né en 1923 à Callanagh, Kilcogy, comté de Cavan, fils de John Wilson, agriculteur, et de son épouse Brigid (née Comaskey). Il fait ses études au St. Mel's College de Longford, à l'Université de Londres et à l'Université nationale d'Irlande. En 1942, il entre au Maynooth College pour se former au sacerdoce catholique, mais le quitte après quatre ans comme séminariste. Il obtient une maîtrise ès arts en lettres classiques et un diplôme supérieur en éducation. Il est professeur d'école secondaire au St Eunan's College de Letterkenny et au Gonzaga College et également professeur d'université à l'University College Dublin (UCD), avant de s'impliquer dans la politique.

## football gaélique
Wilson est également un footballeur gaélique pour l'équipe du comté de Cavan, avec laquelle il remporte deux médailles de toute l'Irlande ; un en 1947 au Polo Grounds, New York. Il est membre du syndicat des enseignants, l'Association des enseignants du secondaire d'Irlande (ASTI), et président de l'association. Alors qu'il est au St Eunan's College de Letterkenny (à cette époque, il vit au 2 College Row, près des portes de l'école et y enseigne entre 1952 et 1960),.
Wilson est connu sous le nom de « Big Johnny », entraînant l'équipe qui atteint la finale de la MacRory Cup 1961 (bien qu'il soit parti pour un poste d'enseignant au Gonzaga College au milieu de l'année).

## Carrière politique
Wilson est élu pour la première fois au Dáil Éireann aux élections générales de 1973 pour la circonscription de Cavan, pour Cavan-Monaghan en 1977 et à chaque élection ultérieure jusqu'à sa retraite après la dissolution du 26e Dail en 1992. Il est remplacé comme député pour Cavan-Monaghan par son conseiller spécial, Brendan Smith (homme politique), qui est ensuite ministre de l'Agriculture, de la Pêche et de l'Alimentation de 2008 à 2011. En 1977, le Taoiseach Jack Lynch nomme Wilson au cabinet en tant que ministre de l'Éducation. Il sert ensuite dans chaque gouvernement du Fianna Fáil jusqu'à sa retraite, dans les gouvernements de Jack Lynch, Charles Haughey et Albert Reynolds. Il est Tánaiste de 1990 à 1993, ministre de la Défense et ministre du Gaeltacht de 1992 à 1993, ministre de la Marine de 1989 à 1992, ministre du Tourisme et des Transports de 1987 à 1989, ministre des Communications en mars 1987, ministre des Postes et Télégraphes de mars 1982 à décembre 1982 et ministre de l'Éducation de 1977 à 1981. Il est Teachta Dála (TD) de 1973 à 1992.
En 1990, Wilson se présente contre Brian Lenihan pour l'investiture Fianna Fáil à l'élection présidentielle de 1990. Lenihan remporte l'investiture mais n'est pas élu président. Wilson est alors nommé Tánaiste. Il reste au cabinet jusqu'à sa retraite en 1993. Bien que le 26e Dail ait été dissous en décembre 1992, Wilson reste au gouvernement jusqu'à ce que le nouveau gouvernement prenne ses fonctions.

## Retraite
Après sa retraite de la politique, Wilson est nommé commissaire de la Commission indépendante pour la localisation des restes des victimes par le Taoiseach Bertie Ahern. Ce poste implique un contact avec des membres de l'IRA provisoire pour aider à retrouver les corps des disparus qui ont été assassinés par l'IRA provisoire pendant les troubles.
Wilson est décédé à Beaumont, Dublin, le 9 juillet 2007.